# 下科托省
下科托省（法語：Prefecture de la Basse-Kotto）是中非共和国16省之一，首府莫巴伊。該省是中非共和國人口最少的省份。